# イヴァン・バッソ
イヴァン・バッソ（Ivan Basso、1977年11月26日 - ）はイタリア、ガッララーテ出身の元自転車プロロードレースの選手。

## 来歴

### デビュー
1995年ジュニア世界選手権自転車競技大会・ロードレースで2位に入ったのが初のメジャー大会でのリザルトであった。1996年にはイタリアナショナルチームのメンバーとして来日しツアー・オブ・ジャパンに参戦している。その後1998年プロに転向し更にU-23の世界選手権で優勝を遂げている。ファッサ・ボルトロに移籍をした2001年にはジロ・デ・イタリアで初めてステージ優勝を獲得。ツール・ド・フランスにも初出場を果たす。そして2002年にはツール・ド・フランスで総合11位に輝き、新人賞であるマイヨ・ブランの白ジャージを獲得する。元来はタイム・トライアルが苦手な選手であったが、ビャルヌ・リースと師弟関係になりそれを克服した事が大きな飛躍につながっていく。

### アームストロングとの戦い
チームCSCに移籍した2004年のツール・ド・フランスでは総合3位を獲得し、一躍打倒ランス・アームストロングの一番手へと踊りでる。2005年には強さを見せつけジロ・デ・イタリアで総合優勝のチャンスがありながら途中体調を崩し、そのチャンスを逃している。ただし、危うくタイムオーバーになる程に体調を崩しても棄権せず、その後のステージでは活躍を見せた。同年のツール・ド・フランスではランスについに勝つ事が出来なかったが、総合2位に入った。

### ジロ・デ・イタリア制覇
2006年のジロ・デ・イタリアではイェンス・フォイクトやカルロス・サストレら有力なアシスト陣を従えたバッソは圧倒的な強さを見せつけて総合優勝を飾り、ランス・アームストロング引退後のグラン・ツールの世界は彼を中心に回っていくのではないかと予感させた。特に終盤の山岳ステージにおいて、過去2回のジロ優勝経験を持つベテランのジルベルト・シモーニを置き去りにしたシーンは、盟主交代を強烈に印象づけるものとなった。

### オペラシオン・プエルト
2006年ツール・ド・フランスの前日の6月30日、プロ・ツール界を覆ったドーピング問題（オペラシオン・プエルト）のあおりを受け、それ以後のレース出場中止を余儀なくされた。これについては関与への証拠が不十分としてイタリア・オリンピック委員会が審議を打ち切った事により、レース出場が可能となったが、現所属チームであるTEAM・CSCとの契約は打ち切りとなり、数チームと契約交渉を行ってきた。そして2006年11月8日(米国時間)にディスカバリー・プロサイクリングチームと契約を交わしたと発表、12月3日からオースティンで行われるチームトレーニングキャンプにバッソが参加すると報じた。しかし、2007年4月30日、ディスカバリー・プロサイクリングチームから離脱という結果に終わる。バッソへのドーピング疑惑のためにチームが来年度のスポンサー問題を抱えたことが、チーム離脱の要因とされている。
2007年5月7日、バッソは以前から囁かれていたドーピングへの組織的な関与を全面的に認め、イタリア・オリンピック委員会の調査へ協力することを表明した。ただし、この時の本人の弁によれば、2006年のツール・ド・フランスに向けて血液ドーピングの準備を進めていたが、それ以前に出場したレースでは総合優勝した同年のジロ・デ・イタリアも含めドーピングは一切行っていない、としており、現在でも2006年ジロ・デ・イタリア総合優勝などの以前のタイトルの剥奪は行われていない。また、この告白により、バッソは1年9ヶ月間の公式レースへの出場禁止をUCIより言い渡された。

### リクイガスとの契約とレースへの復帰
2008年4月、バッソはリクイガスとの契約を発表。10月24日の出場停止期間明けの初戦として10月26日に開催されたジャパンカップに出場、3位に入賞した。
2009年にはティレーノ〜アドリアティコに出場し、山岳ステージの第6ステージで好走して総合5位に入っている。続くジロ・デ・イタリアは山岳ステージでデニス・メンショフとダニーロ・ディルーカに後れを取る場面が目立ち、結局総合5位に終わった。続くツール・ド・フランスには出場せず、ブエルタ・ア・エスパーニャに照準を合わせリクイガスのエースとして出場。初日のITTでこそ上位に立つが、その後2回の苦手なITTが伸び悩み、最終日目前に表彰台が手から滑り落ち4位。ジャパンカップもメイン集団を牽きながらも逃げ集団を捕らえられず無冠に終わる。しかしバッソ自身は2009年はトレーニングの年と位置づけており、来年こそグランツールでの総合優勝を狙いに行くとポジティブな発言をしていた。

### 2010年ジロ・デ・イタリア総合優勝
2010年のジロ・デ・イタリアにはヴィンチェンツォ・ニバリを従えたエースとして出場。第11ステージで発生した前代未聞の集団逃げ切りにより、総合順位を大きく落とすことになったが、シルヴェスタ・シュミットとニバリを中心としたリクイガス・ドイモの強力なアシストを受けて山岳ステージで着実に時間差を詰め、第15ステージのモンテ・ゾンコラン頂上ゴールを圧勝。第19ステージのモルティローロ峠でダビ・アローヨから総合首位を奪い、4年ぶり2度目の総合優勝を手にした。

### 2011年
- グラン・プレミオ・ディ・ルガーノ 優勝
- ティレーノ〜アドリアティコ 総合4位
- カタルーニャ一周 総合7位
- ツール・ド・フランス 総合8位
- ジロ・ディ・パダニア 初代総合優勝者
- ジロ・ディ・ロンバルディア 4位
- ジャパンカップサイクルロードレース 10位
- UCIワールドツアー 個人総合17位

### 2012年
- ジロ・デ・イタリア 総合5位
- ジャパンカップサイクルロードレース 優勝

### 精巣癌
2015年、出場していたツール・ド・フランスの最初の休息日であった7月13日、精巣癌の診断を受けたため、治療のためレースを去ることが発表された。その後、2015年限りでの引退を表明した

### 引退後
引退後の2018年、アルベルト・コンタドールが新たに創設したスペイン籍のUCIプロコンチネンタルチーム「ポーラテック・コメタ」のマネージャーに就任。2021年には同チームがスポンサー交代により「エオーロ・コメタ」と名前を改めUCIプロ・チームに昇格したが、昇格後も引き続きマネージャーを務めている。
2020年には、やはりコンタドールと共同で、ラテン語で「金」を意味する「AURUM」を冠した自転車ブランド「AURUM MAGMA」を創設した。

## ランス・アームストロングとの関係
バッソはランス・アームストロングとは個人的にも非常に親密な関係にある。2003年バッソの母が癌で倒れた時以来、ランスは真剣にバッソの相談にのり、母親が亡くなるまでの9ヶ月間バッソをサポートし続けたと言う。
更にはアームストロングと共にトレーニングする仲となり、2003年シーズン中に自身の所属するUSポスタルへの移籍を誘った (最終的にはチームCSCに移籍) 。
バッソの母が亡くなって3日後のレース、エクサン・プロヴァンスでバッソが優勝した時も一番早く電話を掛けたのはランスであった。
2004年のツール・ド・フランスの第12ステージで彼等は直接の一騎討ちとなったが、辛そうなバッソ、余裕を見せるランス、勝敗の行方はランスかと思われたが、しかしこのステージで区間優勝を獲得したのはバッソであった。この時ランスはインタビューで「今日は勝てなくて嬉しかった」と発言している事から、闘病中のバッソの母にバッソのツール・ド・フランスでの勝利を捧げたのかもしれない。その翌日の第13ステージでも最後は二人の一騎討ちとなったが、この時はランスが勝利している。このステージ中、バッソが所属するチームの監督ビャルヌ・リースが「バッソはランスに勝ちを譲るつもりだろう」といった意味の発言する様子が、ドキュメンタリー映画『OVERCOMING ツール・ド・フランス激闘の真実』に収められている。

## 戦績
- 2002年
  - ツール・ド・フランス　総合11位
- 2003年
  - ツール・ド・フランス　総合7位
- 2004年
  - ツール・ド・フランス　総合3位
- 2005年
  - ツール・ド・フランス　総合2位
  - ジロ・デ・イタリア　第17・第18ステージ　区間優勝
- 2006年
  - ジロ・デ・イタリア　総合優勝
- 2008年
  - ジャパンカップ　総合3位
- 2009年
  - ジロ・デ・イタリア　総合5位
  - ブエルタ・ア・エスパーニャ　総合4位
- 2010年
  - ジロ・デ・イタリア　総合優勝